# Ling-Temco-Vought XC-142
Die Ling-Temco-Vought (LTV) XC-142 war ein in den 1960er Jahren gebautes US-amerikanisches V/STOL-Wandelflugzeug mit Kippflügeln. Obwohl die Prototypen zu den erfolgreichsten Senkrechtstartern dieser Zeit gehörten, erfolgte keine Serienproduktion.
Entwickelt wurde die XC-142 von Vought Aeronautics zusammen mit Hiller Aircraft und Ryan Aeronautical und wird daher auch als Vought-Hiller-Ryan XC-142 bezeichnet. Bei der Federal Aviation Administration ist dieser Typ jedoch als Ling-Temco-Vought XC-142 registriert (FAA-Code 5210808).

## Geschichte
Im Jahr 1959 veröffentlichte die Universität Princeton für das US-Verteidigungsministerium eine Studie über Anforderungen an künftige VTOL- bzw. V/STOL-Flugzeuge, basierend auf Daten von früheren Testreihen. Ausgehend von dieser Studie schrieben 1961 die drei größten Teilstreitkräfte des US-Militärs (Army, Navy und Air Force) gemeinsam die Entwicklung und den Bau eines senkrecht startenden und landenden Kampfzonentransporters im Rahmen des Tri-Service Assault Transport Program aus. Im September 1961 stand das Konzept von Vought Aeronautics (Teil von Ling-Temco-Vought) als Gewinner der Ausschreibung fest. Die Hiller Aircraft Corporation, die wenige Jahre zuvor bereits die ähnliche X-18 konstruiert hatte, sowie die Ryan Aeronautical Company waren mitverantwortlich für Planung und Fertigung der Maschinen.
Der erste von fünf Prototypen hatte seinen Rollout Anfang des Jahres 1964, der erste Horizontalflug fand am 29. September 1964 statt. Diese XC-142A absolvierte ihren ersten Schwebeflug am 29. Dezember 1964, der Übergang zum Horizontalflug (Transition) gelang am 11. Januar 1965. Nach diesen ersten Testflügen bei Vought flog man die XC-142A über 1900 km von Dallas zur Edwards Air Force Base und übergab sie am 9. Juli 1965 offiziell einem Team aus 150 zivilen und militärischen Testern („Tri-Service Test Force“).
Schon in frühen Tests machten sich Schwächen der Antriebswellen und der Getriebe bemerkbar. Als Folge der technischen Schwächen und von Pilotenfehlern war jede der fünf XC-142 in mindestens einen Unfall mit starken Beschädigungen verwickelt. Der schwerste Unfall ereignete sich auf einem Testflug von Vought in der Nähe von Dallas im Mai 1967. Bei einer simulierten Rettungsaktion versagte der Steuerpropeller, und die Maschine stürzte in ein Waldgebiet. Drei Besatzungsmitglieder kamen ums Leben.
Dennoch gelangen mit den Maschinen zahlreiche Manöver, darunter Search-and-Rescue-Simulationen, Einsätze auf Flugzeugträgern und Luftlandeoperationen. Aber nach mäßigen Ergebnissen einer Testreihe des Militärs („Category II Operational Suitability Program“), die von Juli bis August 1967 durchgeführt wurde und 113 Flüge umfasste, wurde die Einstellung des Programms beschlossen. Die einzige verbliebene Maschine wurde der NASA für weitere Tests übergeben. Bis zu diesem Zeitpunkt hatten 39 Piloten insgesamt etwa 420 Flugstunden auf den XC-142 absolviert.
Die XC-142 war der größte Senkrechtstarter, der je auf einem Flugzeugträger landete und startete.
Im Jahr 1970 beendete auch die NASA ihre Tests und übergab die Maschine dem National Museum of the United States Air Force. Die Vought-Konstrukteure hatten bereits Pläne für eine Weiterentwicklung mit stärkeren T64-GE-S4A-Triebwerken und geändertem Rumpf. Als das Militär jedoch die Testreihen beendete, wurde das Projekt auch bei Vought nicht weiterverfolgt.

## Nachfolger
Aufbauend auf den ebenfalls glücklosen Erfahrungen mit dem Kipprotorflugzeug Bell XV-3 baute die Firma Bell Ende der 1960er Jahre das „Modell 301“, das am 3. Mai 1977 den ersten Schwebeflug absolvierte, und daraus abgeleitet die XV-15. Daraus entwickelte Bell zusammen mit Boeing die V-22 „Osprey“, die sich heute im Dienst des United States Marine Corps befindet.

## Technik

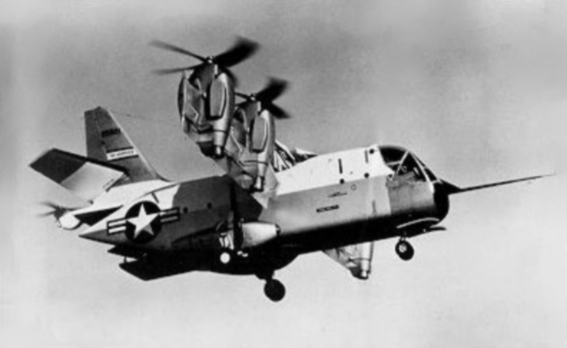
XC-142 im Schwebeflug

Die XC-142 hatte den Rumpf eines mittelschweren Transportflugzeugs und konnte bis zu 32 voll ausgerüstete Soldaten mitführen. Im Heck befand sich eine Laderampe, die das Flugzeug für leichte Fahrzeuge befahrbar machte.
Die vier Triebwerke waren in den Kippflügeln montiert (Schwenkbereich: 100°) und durch ein Wellensystem miteinander verbunden, so dass nur ein Triebwerk ausreichte, um alle Propeller in Rotation zu versetzen. Für den Horizontalflug waren allerdings mindestens zwei Triebwerke notwendig. Die Steuerung im Schwebeflug wurde durch eine Blattverstellung der GfK-Hauptpropeller, unterstützt durch die im Luftstrom befindlichen Steuerflächen, bewerkstelligt. Zudem besaß die XC-142 einen waagrechten Propeller am Heck, mit dem die Nicksteuerung erleichtert wurde. Ein elektronisches System sorgte für die permanent nötigen Ausgleichsbewegungen aller Steuerflächen, die Kontrolle der Triebwerke sowie simulierte Widerstandskräfte an den Bedienelementen (eine Art „Force Feedback“). Im Notfall konnten die elektronischen Hilfen von den Piloten umgangen werden.

## Technische Daten
| Kenngröße             | Daten                                                                      |
| --------------------- | -------------------------------------------------------------------------- |
| Besatzung             | 2–3                                                                        |
| Passagiere            | 32                                                                         |
| Länge                 | 17,71 m                                                                    |
| Spannweite            | 20,57 m                                                                    |
| Höhe                  | 7,82 m                                                                     |
| Nutzlast              | - 3.629 kg (VTOL) - 5.443 kg (STOL)                                        |
| max. Startmasse       | 16.998 kg                                                                  |
| Reisegeschwindigkeit  | 483 km/h                                                                   |
| Höchstgeschwindigkeit | 692 km/h in 6100 m Höhe                                                    |
| Dienstgipfelhöhe      | 8520 m                                                                     |

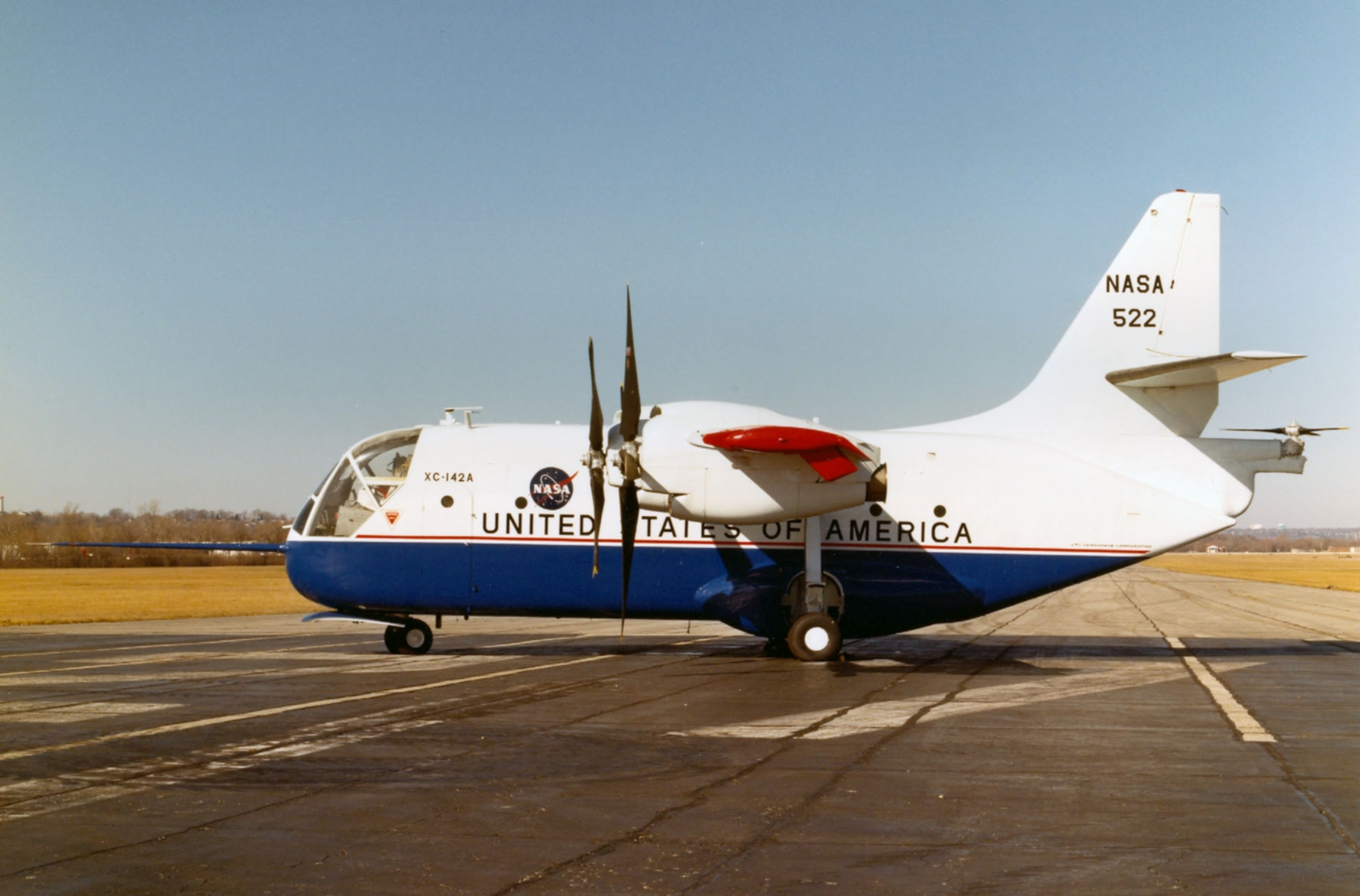
Die einzige erhaltene XC-142A im National Museum of the United States Air Force

| Reichweite            | - 740 km (VTOL und entspr. Nutzlast) - 1110 km (STOL und entspr. Nutzlast) |
| Triebwerke            | vier General Electric T64-GE-1-Turboprops mit je 2125 kW                   |